# Venus van Lespugue

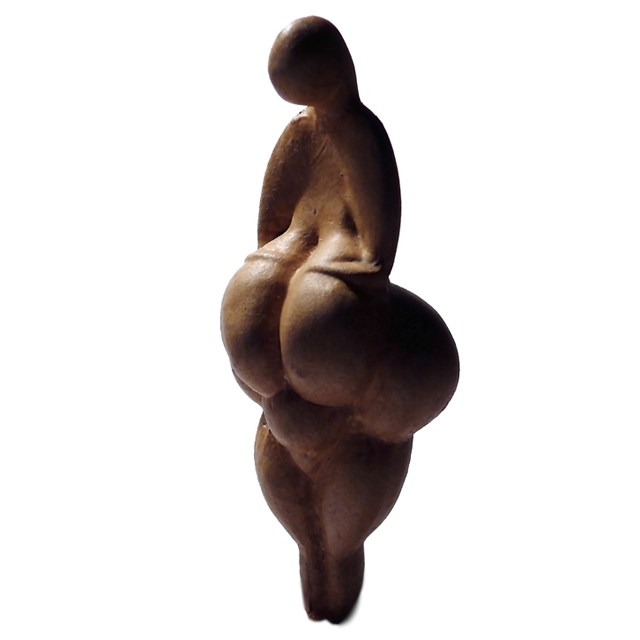
Venus van Lespugue

De Venus van Lespugue is een Venusbeeldje, een beeldje van een vrouwelijk naakt, van ongeveer 25.000 jaar oud.
Het is in 1922 ontdekt in de Rideaux-grot van Lespugue (Haute-Garonne), in het voorgebergte van de Pyreneeën. Het is ongeveer 14,7 cm hoog en gesneden uit het ivoor van een slagtand. Tijdens de opgraving is het beschadigd.
Volgens de textielexpert Elizabeth Wayland Barber vertoont het beeldje de oudste voorstelling van gesponnen draad, want het stelt een schort voor dat onder de heupen hangt en gemaakt is van gedraaide vezels die aan het eind rafelen.
De Venus van Lespugue bevindt zich nu in het Musée de l'Homme in Parijs.